# Дідик Микола Анатолійович
Мико́ла Анато́лійович Ді́дик (нар. 1 січня 1935, село Байківка Калинівського району Вінницької області — 24 червня 2000) — український діяч, депутат Верховної Ради УРСР 10—11-го скликань, народний депутат України 12(1)-го скликання, голова Вінницького облвиконкому (1986—1991), голова Вінницької обласної ради (1991—1992), представник Президента України у Вінницькій області (1992—1994). Член ЦК КПУ в 1990—1991 р.

## Біографія
Народився в родині селян, українець, освіта вища, викладач філософії, економіст. Закінчив Київський державний університет імені Т. Г. Шевченка, Вищу партійну школу при ЦК КПУ, Житомирський сільськогосподарський інститут.
У 1954 році — їздовий, причіплювач, молотобоєць, обліковець колгоспу «Дружба» Калинівського району Вінницької області.
У 1954—1957 роках — служба в Радянській армії. Член КПРС з 1957 року.
У 1957—1958 роках — працівник Буг-Янівської машинно-тракторної станції (МТС) Вінницької області.
У 1958—1974 роках — інструктор, 1-й секретар Калинівського районного комітету ЛКСМУ; секретар, 2-й секретар Калинівського районного комітету КПУ Вінницької області.
У 1974—1986 роках — 1-й секретар Вінницького районного комітету КПУ Вінницької області.
У 1986 — січні 1991 року — голова виконавчого комітету Вінницької обласної Ради народних депутатів. 10 січня 1991 — 17 квітня 1992 року — голова Вінницької обласної Ради народних депутатів та голова виконавчого комітету Вінницької обласної Ради народних депутатів.
20 березня 1992 — 14 жовтня 1994 року — представник Президента України у Вінницькій області.
Депутат Вінницької обласної Ради; член військових рад Військово-Повітряних Сил та 43-ї Ракетної армії.
Висунутий кандидатом в народні депутати виборцями Вінницького виборчого округу N 31. 4.03.1990 обраний народним депутатом України, 1-й тур 68.17 % голосів, 2 претенденти. Член Комісії ВР України з питань планування, бюджету, фінансів і цін. Склав повноваження 18.06.1992 у зв'язку з призначенням Представником Президента України у Вінницькій області.
Одружений, мав двох дітей.

## Нагороди
- два ордени Трудового Червоного Прапора
- орден Дружби народів
- медалі
- Почесна грамота Президії Верховної Ради Української РСР
- іменний годинник особисто від Маршала СРСР Г. К. Жуковим